# Tarasios

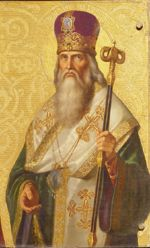
Tarasios von Konstantinopel

Tarasios (griechisch Ταράσιος; * 730; † 25. Februar 806) war von 784 bis 806 Patriarch von Konstantinopel. Er wird in der orthodoxen und der katholischen Kirche als Heiliger verehrt. Gedenktage sind der 25. Februar (orthodox) und der 18. Februar (katholisch).

## Leben
Tarasios kam aus einer einflussreichen Familie in Konstantinopel. Er wurde Senator. Am 25. Dezember 784 wurde er als Patriarch von Konstantinopel eingeführt. Kaiserin Irene hatte ihn ausgewählt, um die Bilderverehrung wieder einführen zu können. 787 fand unter seinem Vorsitz das 7. ökumenische Konzil in Nicäa statt. Dieses erlaubte wieder die Verehrung von Ikonen in der Kirche.
Tarasios starb am 25. Februar 806.